# Cartonema philydroides
Cartonema philydroides es una planta con flor de la familia Commelinaceae.
Es una hierba cespitosa perenne que normalmente crece hasta una altura de 0,1 a 0,5 metros. Florece entre octubre y diciembre produciendo flores amarillas.
Se encuentra entre dunas de arena y en áreas húmedas en invierno a lo largo de la costa oeste en las regiones de Mid West, Wheatbelt, Peel y Sudoeste de Australia Occidental, donde crece en suelos arenosos.